# Bergwerk Blumenthal/Haard
Das Bergwerk Blumenthal/Haard war ein Verbundbergwerk im Ruhrgebiet.

## Grubenfeld
Das Grubenfeld des Bergwerks lag unter den Städten Recklinghausen, Oer-Erkenschwick, Haltern und Marl.

## Geschichte
1992 beschloss die Ruhrkohle AG die Zeche General Blumenthal in Recklinghausen mit der Zeche Ewald Fortsetzung in Oer-Erkenschwick zusammenzulegen. Dies geschah am 1. Oktober 1992. In das Verbundbergwerk gingen ein:
- die Förderanlagen Ewald Fortsetzung 1/2/3 und General Blumenthal 1/2/6
- der Zentralförderschacht Blumenthal/Haard 11⊙
- die Seilfahrtschächte General Blumenthal 8, Haltern 1/2⊙ und An der Haard 1⊙
- die Wetterschächte Ewald Fortsetzung 4/5, General Blumenthal 3/4 und General Blumenthal 7

Das Bergwerk förderte über 3 Mio. Tonnen jährlich.

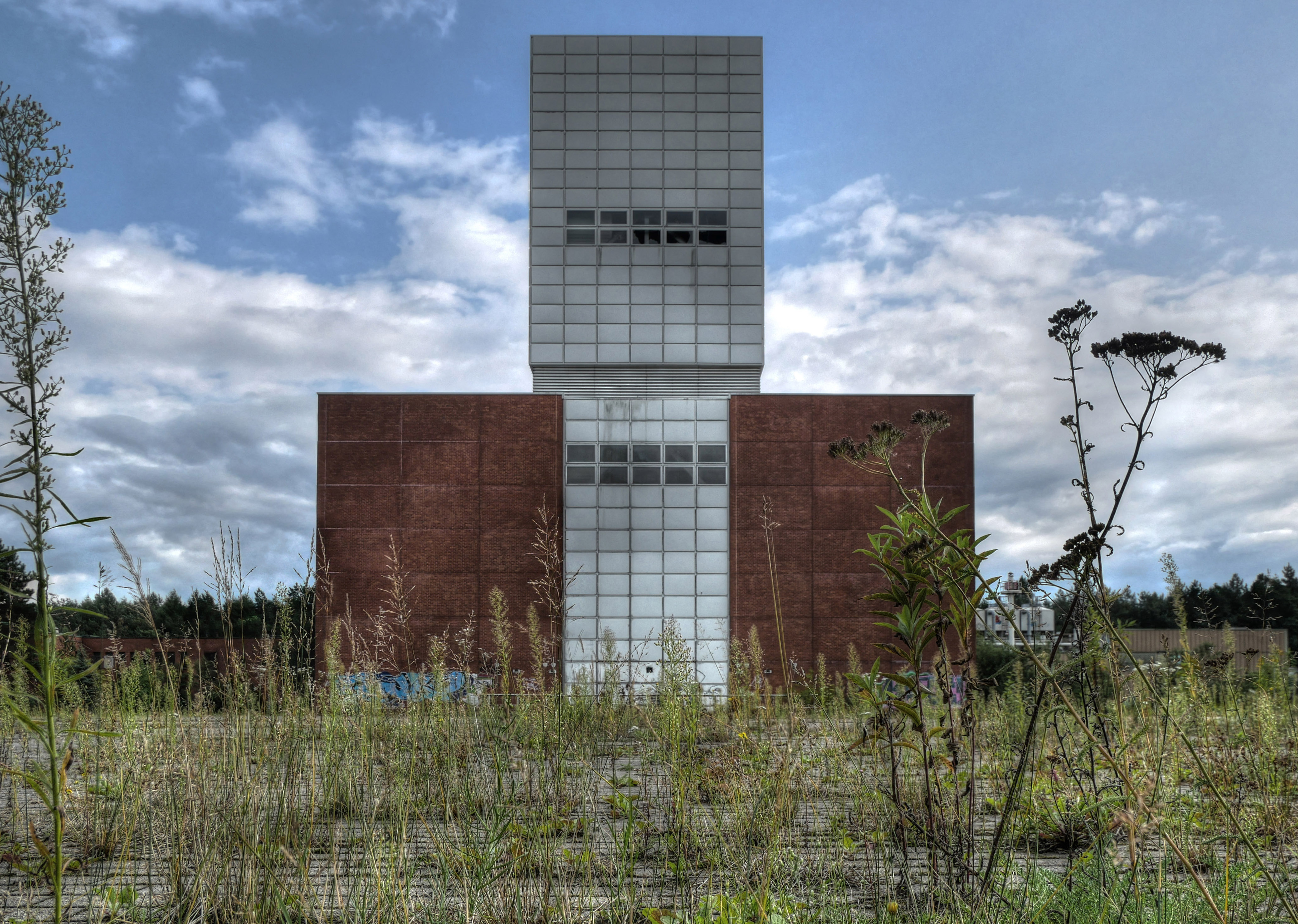
Förderturm des Schachtes An der Haard 1 (2017)

1997 wurde der Schacht Haard 2 (vorher Ewald Fortsetzung) verfüllt. 1998 folgte auch der Schacht General Blumenthal 1. Der Standort Haard wurde 1999 komplett aufgegeben. Im Anschluss erfolgte der Abriss der Schachtanlagen Haard 1/2/3 und Haard 4/5. Weiterhin wurde das Bergwerk General Blumenthal/Haard mit der Zeche Auguste Victoria in Marl zum Verbundbergwerk Bergwerk Auguste Victoria/Blumenthal zusammengelegt. Dies erfolgte am 30. Juni 2001 unter Aufgabe des Standortes General Blumenthal. Im selben Jahr wurde auch der Schacht An der Haard 1 stillgelegt. Die Schächte General Blumenthal 4 und 7 wurden 2001 verfüllt. 2002 folgten die Schächte General Blumenthal 2, 3, 6 und 8, ab Dezember 2006 die Schächte Haltern 1/2 und 2015 der Schacht An der Haard 1. Der Abriss der Übertageanlagen des Schachtes An der Haard 1 begann im Mai 2020. Am 24. Februar 2021 wurde der Förderturm des Schachtes An der Haard 1 gesprengt.

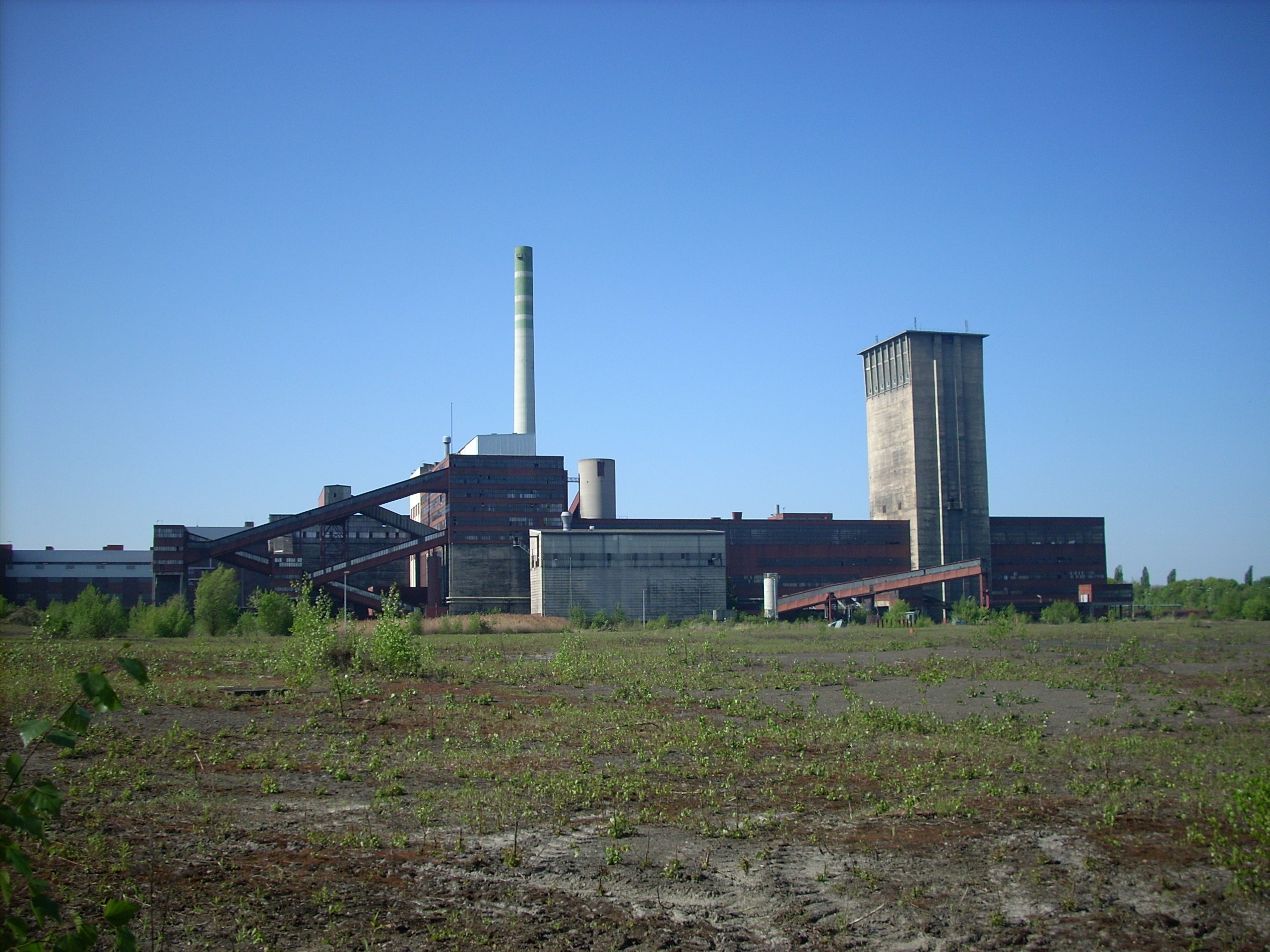
Bergwerk Blumenthal/Haard 11 in Wanne-Eickel
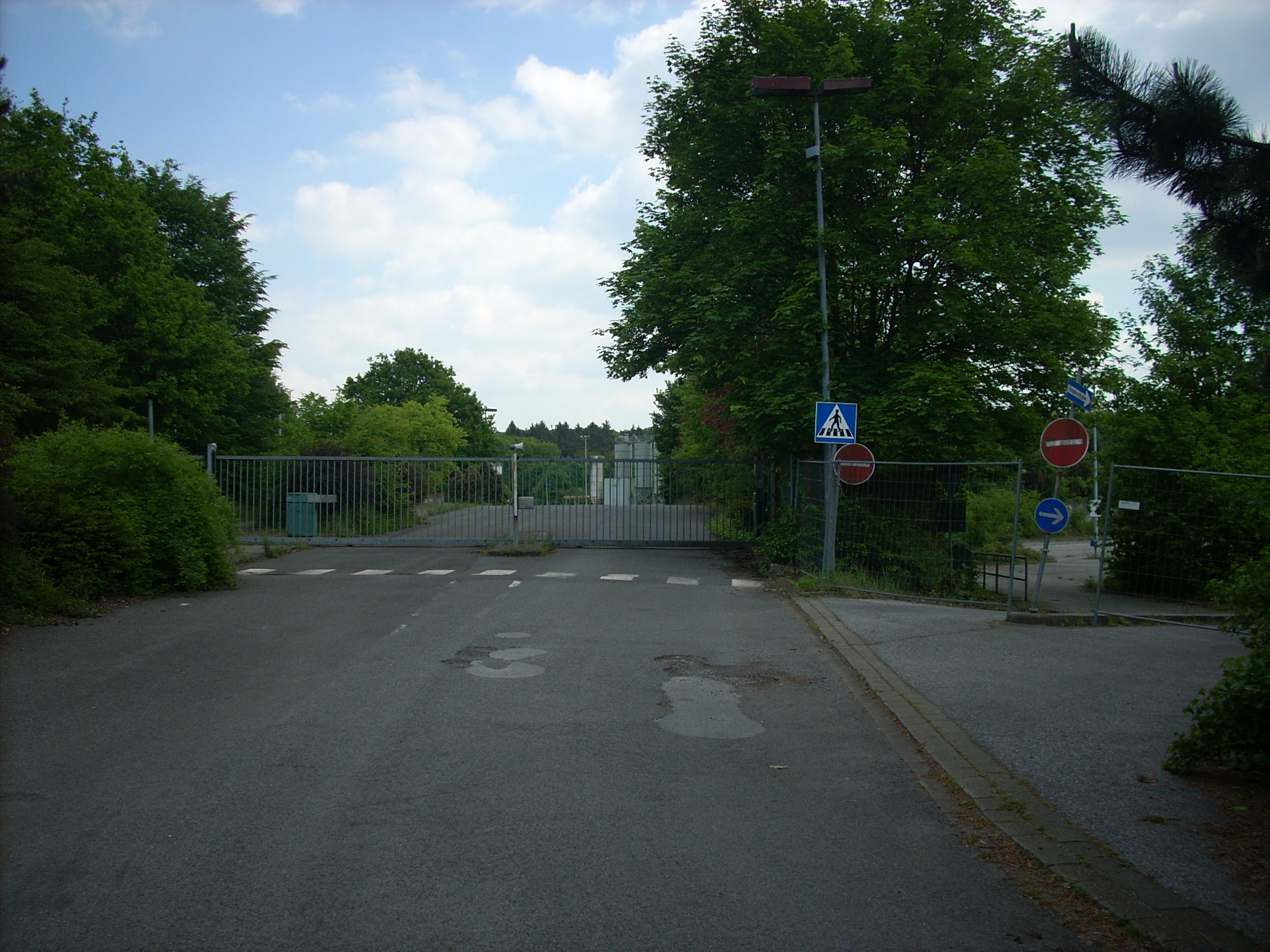
Schächte Haltern 1/2 in Haltern
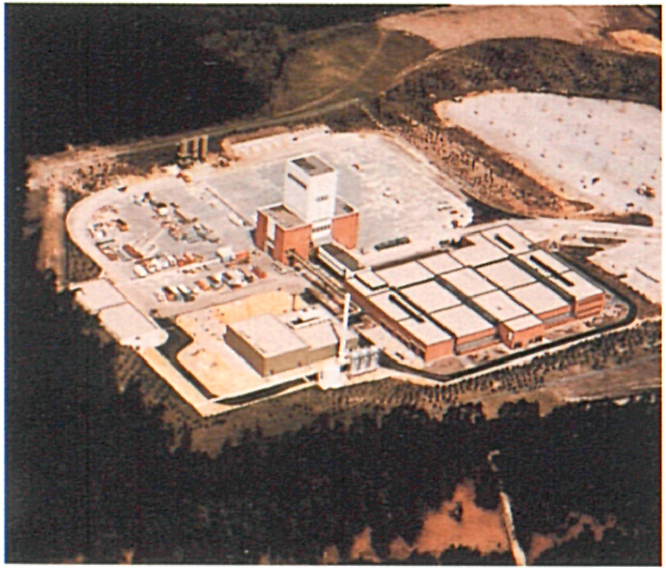
Schacht An der Haard 1 in 1983.